# D'après une histoire vraie (film)
Pour les articles homonymes, voir Based on a True Story.
Pour plus de détails, voir Fiche technique et Distribution.
D'après une histoire vraie est un thriller franco-belge réalisé par Roman Polanski, sorti en 2017. Il s'agit d'une adaptation du roman D'après une histoire vraie de Delphine de Vigan.
Bien que le film ait été présenté hors compétition au festival de Cannes 2017, il reçoit des critiques négatives et un échec commercial (avec seulement 100 000 entrées).

## Synopsis
Delphine est l’auteur d’un roman à succès consacré à sa mère. Fatiguée par toutes les sollicitations et fragilisée par ses souvenirs, elle est davantage tourmentée quand elle commence à recevoir des lettres anonymes qui l'accusent d'avoir livré sa famille en pâture au public. Cela la bloque alors totalement, elle ne parvient plus à écrire. C'est alors qu'elle rencontre une jeune femme séduisante, intelligente, intuitive et qui comprend Delphine mieux que personne. Delphine se confie, s'abandonne et fait confiance à cette mystérieuse jeune femme.

## Fiche technique
Sauf indication contraire, les informations mentionnées dans cette section peuvent être confirmées par la base de données cinématographiques IMDb,  présente dans la section « Liens externes ».
- Titre français : D'après une histoire vraie
- Réalisation : Roman Polanski
- Scénario  : Roman Polanski et Olivier Assayas, d’après le roman éponyme de Delphine de Vigan
- Premier assistant réalisateur : Hubert Engammare
- Direction artistique : Sandrine Jarron
- Décors : Jean Rabasse
- Costumes : Karen Muller Serreau
- Photographie : Paweł Edelman
- Montage : Margot Meynier
- Musique : Alexandre Desplat
- Production : Wassim Béji
  - Producteur associé: Yann Gozlan[1]
- Sociétés de production : Wy Productions ; Belga Films Fund et Belga Productions (coproductions) ; SOFICA Cinéventure 2, Cofinova 13 (en association)
- Société de distribution : Mars Distribution (France)
- Pays d'origine :  France,  Belgique
- Langue originale : français
- Format : couleur - 1.85 : 1 - 35 mm
- Genre : thriller, drame
- Durée : 110 minutes
- Dates de sortie :
  - France : 27 mai 2017 (Festival de Cannes) ; 1er novembre 2017 (sortie nationale)

## Distribution
- Emmanuelle Seigner : Delphine
- Eva Green : Elle, l'admiratrice
- Vincent Perez : François
- Josée Dayan : Karina, l'éditrice
- Brigitte Roüan : la documentaliste
- Élisabeth Quin : la journaliste de France Culture
- Damien Bonnard : Damien, l'ingénieur du son
- Noémie Lvovsky : la commissaire de l'exposition
- Camille Chamoux : Oriane, l'attachée de presse
- Dominique Pinon : Raymond, le voisin
- Stéphanie Hédin : Mélanie

## Production

### Genèse et développement
Alors que son projet sur l’affaire Dreyfus est à nouveau repoussé, Emmanuelle Seigner propose à Roman Polanski la lecture du roman D'après une histoire vraie de Delphine de Vigan. Le réalisateur est immédiatement attiré par cette histoire d’une romancière en panne d’inspiration qui se retrouve confrontée à une admiratrice de plus en plus intrusive et toxique. Polanski contacte alors le producteur Wassim Béji, détenteur des droits pour le cinéma, et décide avec lui de tourner rapidement le film afin de le présenter dès l’année suivante au Festival de Cannes. La production du film débute officiellement en novembre 2016.

### Attribution des rôles
Emmanuelle Seigner est annoncé dans le rôle Delphine, suivi de Eva Green dans celui de l'admiratrice.

### Tournage
Le tournage a eu lieu à Paris ainsi qu'en Eure-et-Loir (Chapelle-Royale et Les Autels-Villevillon).
Le tournage s’avérer difficile pour Polanski, le réalisateur ayant dû renoncer aux répétitions avant de commencer les prises de vues.

## Accueil

### Sorties et critique
Pour sa présentation hors compétition au festival de Cannes 2017, le film reçoit des critiques mitigées. Lorenzo Codelli de Positif écrit : « Polanski se délecte à déjouer les pièges d'un “roman” évidemment imprévisible, et qui apparaît comme une version féminine de The Ghost Writer. » Pour Jacky Bornet de Culturebox, « Construit au rythme d’une progression minutée de plus en plus angoissante, fidèle à son élégance de cinéaste, Polanski ne signe pas une œuvre majeure, mais un thriller psychologique du meilleur cru. » Pour Laura Terrazas du Figaro, « Roman Polanski se perd dans une mise en scène faussement virtuose. Il semble vouloir se jouer de fantômes qui n'en sont pas. Point de mystère, mais une accumulation d'incohérences. » Chris Huby de Écran Large écrit quant à lui : « Le long métrage ne propose en outre rien de neuf et empile clichés sur clichés au point que l'on se demande si le film n'a pas été volontairement bâclé au regard de sa fin abrupte et étrangement réalisée. » Dans Les Inrockuptibles, Emily Barnett écrit que « Le réalisateur se retranche davantage dans une parodie d’huis-clos anxiogène, un thriller au second degré, cédant sur l’épouvante au profit d’une tragi-comédie noire et dissonante. Les ressorts de la perversité, Polanski les connait si bien qu’il circule avec aisance et panache à travers ces dialogues tordus, ces prises de pouvoir et ses putschs intimes qui visent à annexer l’espace vital de l’autre jusqu’à son anéantissement. » Jérémy Mingot de Télé Loisirs décrit le film comme « un Polanski mineur, que l'on ne retiendra certainement pas dans la liste des chefs-d’œuvre du cinéaste ». Pour Robbie Collin du Daily Telegraph, « Ce n'est pas un territoire inconnu pour le réalisateur [...] mais comparé à Répulsion (1965), Cul-de-sac (1966) et Rosemary’s Baby (1968), cela semble comme une mauvaise contrefaçon de Ghost Writer ».
Lors de sa sortie en France, l'accueil critique est mitigé : le site Allociné recense une moyenne des critiques presse de 2,4/5.

### Box-office
- France : 110 940 entrées[8]

## Sélection
- Festival de Cannes 2017 : en sélection officielle, hors compétition